# Acroplous vorax
Acroplous vorax è un anfibio temnospondilo estinto, appartenente agli dvinosauri. Visse nel Permiano inferiore (circa 295 - 290 milioni di anni fa) e i suoi resti fossili sono stati ritrovati in Nordamerica.

## Descrizione
Questo animale, dal cranio lungo poco più di cinque centimetri, doveva essere vagamente simile a un'odierna salamandra, con un corpo allungato e zampe brevi ma ben sviluppate. Il cranio era di forma pressoché triangolare, con un muso corto, ossa dermiche finemente scolpite e orbite che si trovavano nella metà anteriore del cranio. Acroplous era dotato di zanne sulle ossa del palato (vomere, osso palatino ed ectopterigoide), mentre denti molto piccoli erano presenti lungo tutto il margine della mascella. La mandibola era anch'essa dotata di denti marginali di piccole dimensioni, ed erano presenti forti zanne ricurve sulla sinfisi, in posizione anteriore, che a bocca chiusa andavano a inserirsi in cavità presenti sui vomeri. La sinfisi mandibolare era di forma insolita e presentava una struttura a incastro, mentre le ossa del palato (palatino, ectopterigoide e pterigoide) erano dotate di denticoli. 

## Classificazione
Acroplous vorax venne descritto per la prima volta da Hotton nel 1959, sulla base di resti fossili ritrovati in Kansas in terreni di inizio Permiano. Altri fossili sono stati ritrovati in Nebraska e hanno permesso una dettagliata ridescrizione della specie nel 2008: secondo questi studi, Acroplous era un membro piuttosto derivato degli dvinosauri (Dvinosauria), un gruppo di anfibi temnospondili tipici della fine del Paleozoico; precedentemente era ascritto alla famiglia Eobrachyopidae, ma gli studi del 2008 hanno determinato che questa famiglia, che comprendeva anche Isodectes, era in realtà parafiletica, con Isodectes in posizione più basale e Acroplous posto appena al di sotto di un clade comprendente gli dvinosauri più derivati come Dvinosaurus, Kourerpeton e Tupilakosaurus.  